# 성남시립교향악단
성남 시립 교향악단(城南市立交響樂團, Seongnam Philharmonic Orchestra)은 경기도의 대표적인 관현악단이다. 2003년 4월에 창단되었으며, 초대 상임 지휘자는 주익성이었다.
2005년에는 중국 선양에서 연주회를 개최하기도 했고, 그 해 10월 성남아트센터 개관과 함께 상주 악단이 되었다. 주요 공연장으로 성남아트센터 콘서트홀을 사용하고 있다. 2007년 4월에 김봉이 2대 상임 지휘자로 부임했으며, 2011년 임평용이 상임 지휘자로 부임하였다. 2015년 1월 금난새가 예술총감독 겸 상임 지휘자로 부임하였다. 현재 악장은 공석이다.